# Frederik Sørensen
Frederik Sørensen (født 14. april 1992) er en dansk fodboldspiller der spiller for den italienske Serie B klub Ternana.
Han har tidligere spillet for bl.a. Juventus, Bologna og 1. FC Köln.

## Klubkarriere
Frederik Sørensen spillede oprindeligt i Lyngby Boldklub, men i sæsonen 2010-11 udlejet med forkøbsret til den italienske storklub Juventus F.C. Trods ung alder lykkedes det Frederiks Sørensen at opnå 17 kampe for Juventus, der udnyttede forkøbsretten, og gav kontrakt til Sørensen. Juventus lod imidlertid i januar 2012 Bologna FC få et medejerskab til kontrakten, i forbindelse med at Sørensen skiftede til Bologna.
Frederik Sørensen spiller i midterforsvaret og er en fysisk stærk og høj spiller (194 cm), som debuterede for Juventus søndag den 7. november 2010 i hjemmekampen mod A.C. Cesena, som Juventus vandt 3-1. Her fik han bagefter pæn kritik i de italienske medier.
Juventus udlejede ham til Bologna fra 1. januar 2012, og han fik debut 1. april, da han spillede hele hjemmekampen mod Palermo. Han scorede til 1-0, men kunne ikke forhindre at Palermo vandt kampen 3-1.